# HD 189276
HD 189276 är en ensam stjärna belägen i den norra delen av stjärnbilden. Den har en skenbar magnitud av ca 4,98 och är svagt synlig för blotta ögat där ljusföroreningar ej förekommer. Baserat på parallax enligt Gaia Data Release 2 på ca 4,0 mas, beräknas den befinna sig på ett avstånd på ca 820 ljusår (ca 251 parsek) från solen. Den rör sig bort från solen med en heliocentrisk radialhastighet på ca 4,3 km/s. Den har en relativt stor egenrörelse av 38,5+1,8 -2,2 km/s och är sålunda en tänkbar flyktstjärna.

## Egenskaper
HD 189276 är en orange till röd jättestjärna av spektralklass K4.5IIIa, 
som har förbrukat förrådet av väte i dess kärna och befinner sig på den röda jättegrenen. Den har en massa som är ca 4 solmassor, en radie som är ca 178 solradier och har ca 1 530 gånger solens utstrålning av energi från dess fotosfär vid en effektiv temperatur av ca 3 900 K. Den är en aktiv stjärna som verkar närma sig spetsen på den röda jättegrenen och interferometriska mätningar av stjärnan tyder på betydande avvikelser från symmetri.